# Agata Szukiełowicz-Genes
Agata Genes-Szukielowicz, née le 21 mai 1976 à Wrocław, est une handballeuse polonaise.

## Clubs
- 1994-1996  AZS-AWF Wroclaw
- 1996-1998  AZS-AWF Gdansk
- 1998-2000  Start Gdansk
- 2000-2001  Vitaral Jelfa Jelenia Gora
- 2001-2005 :  Le Havre AC Handball
- 2007-2008 :  CA Bèglais Handball
- depuis 2008 :  Mios-Biganos bassin d'Arcachon handball

## Palmarès
- vainqueur de la Coupe Challenge en 2011 avec Mios-Biganos
- vainqueur de la Coupe de France en 2009 avec Mios-Biganos

## Sélection nationale
Pologne 30 selections